# Campo do Tarrafal

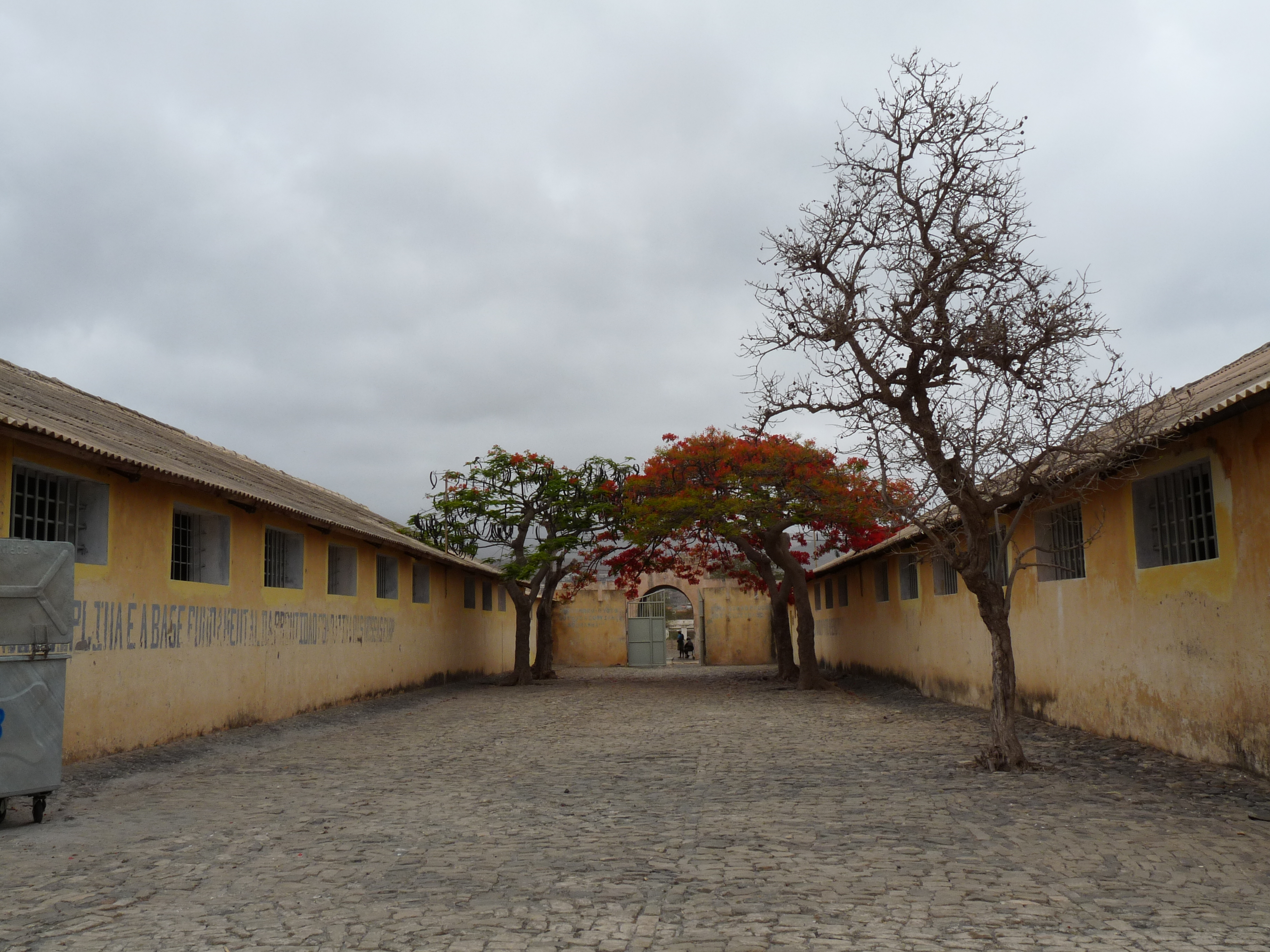
Portal des Campo do Tarrafal

Das Campo do Tarrafal (auch Colónia Penal do Tarrafal, heute auch Museu do Tarrafal) war ein portugiesisches Konzentrationslager beim gleichnamigen Ort Tarrafal auf der Insel Santiago der Kapverdischen Inseln. Es wurde inoffiziell auch „Campo da morte lenta – Lager des langsamen Todes“ genannt.

## Das Konzentrationslager bzw. Geheimdienstgefängnis in Tarrafal
In den Jahren 1936–1954, den Anfangsjahren der Salazar-Diktatur, war beim gleichnamigen Ort Tarrafal ein Konzentrationslager (campo de concentração do Tarrafal) eingerichtet. Am 29. Oktober 1936 kamen die ersten Gefangenen im Lager Tarrafal an. Insgesamt waren in den 17 Jahren der ersten Phase des Bestehens des Lagers etwa 340 Gefangene hier inhaftiert. Dies waren vorwiegend Matrosen der Organização Revolucionário da Armada, die sich am 8. September 1936 an einer Revolte beteiligt hatten, sowie Angehörige der internationalen Brigaden, die im Spanischen Bürgerkrieg gekämpft hatten. Daneben wurden Republikaner, Oppositionelle, alle Angehörigen des Sekretariats der Kommunistischen Partei Portugals und andere Oppositionelle zum Salazarregimes gefangen gehalten.
32 Gefangene starben während ihrer Haft, darunter 1940 Mário Castelhano, Führer der Gewerkschaft CGT und Chefredakteur der anarchosyndikalistischen Tageszeitung A Batalha, sowie 1942 der KP-Generalsekretär Bento António Gonçalves. Die Gefangenen wurden auf zahlreiche Arten gefoltert. Die erklärte Absicht der Lagerleitung und des Lagerarztes war, die Gefangenen durch unmenschliche Haftbedingungen, vorenthaltene medizinische Behandlung, Mangelernährung und Folter „sterben zu lassen“. Der Lagerarzt Esmeraldo Pais Prata sagte „Ich bin nicht hier um zu heilen. Ich bin hier um Totenscheine auszustellen.“
Schwere Verlaufsformen der Malaria waren die häufigste Todesursache. Fluchtversuche von Gefangenen scheiterten.
Die Haftumstände der Gefangenen wie auch das Verhalten der Wachen ähnelten denen in den deutschen  Konzentrationslagern. Nach der Schlacht von Stalingrad nahm die Brutalität der Lagerleitung etwas ab. Nach dem Ende des Nationalsozialismus starben bis zur Schließung des Lagers am 26. Januar 1954 noch zwei Gefangene. Die meisten Gefangenen wurden auf das portugiesische Festland verlegt oder begnadigt.
Ab 1938 war João da Silva Leiter des Konzentrationslagers. Da Silva besichtigte vorher deutsche Konzentrationslager; Offiziere wurden im KZ Dachau ausgebildet. Die Wachmannschaften bestanden aus 25 Mitgliedern der portugiesischen Geheimpolizei PVDE (ab 1945 PIDE), sowie einem Bataillon von über 75 angolanischen Hilfswächtern und einigen Kapverdiern.
Im Zusammenhang mit den eskalierenden Portugiesischen Kolonialkriegen in den Jahren 1961–1974 wurde das Lager in Campo de Trabalho de Chão Bom (dt.: Arbeitslager von Chão Bom) umbenannt. Mitglieder der antikolonialen Unabhängigkeitsbewegungen aus Kap Verde, Guinea-Bissau und Angola wurden ab 1966, zumeist ohne Gerichtsurteil, „präventiv“ oder in „Schutzhaft“ auf Anordnung der PIDE in Haft gehalten.
Nach der Nelkenrevolution am 25. April 1974 weigerte sich die Lagerleitung, in der Hoffnung auf eine politische Rückwärtswende in Portugal, das Lager zu öffnen. Am 1. Mai 1974 befreite die Bevölkerung der Insel Santiago die Gefangenen in einer großen Demonstration. Das Lager wurde anschließend weiter als politisches Gefängnis der neuen Machthaber genutzt, bis es am 19. Juli 1975 ganz geschlossen wurde.
In den 1990er und 2000er Jahren wurde das Gefängnis restauriert und als Museum ausgerichtet. Am 20. Januar 2016 wurde das Museu do Tarrafal unter Anwesenheit des kapverdischen Premierministers José Maria Neves und des portugiesischen Premiers António Costa neueröffnet.